# Manon Chevallier
Pour les articles homonymes, voir Chevallier.
Manon Chevallier est une actrice française née le 16 janvier 1998 à Villeneuve-Saint-Georges.

## Biographie
Elle a fait ses débuts à l'âge de six ans dans le téléfilm Ma meilleure amie. L'année suivante, elle joue au cinéma Louise, l'une des jumelles du Prince Arnaud et de la Princesse Armelle, aux côtés de Lambert Wilson et Valérie Lemercier dans Palais royal !. Ensuite, elle incarne Édith Piaf enfant dans La Môme d'Olivier Dahan en 2007.
Depuis 2024, elle joue le rôle de Zoé Hersant dans la série télévisée Plus belle la vie, encore plus belle.

## Filmographie

### Cinéma
- 2005 : Palais Royal ! de Valérie Lemercier : Louise
- 2007 : La Môme d'Olivier Dahan : Edith à six ans
- 2007 : Chrysalis de Julien Leclercq : Clémence
- 2007 : Big City de Djamel Bensalah : la petite fille de Banjo
- 2007 : Love Stories d'Olivier Dahan : la petite fille dans le segment Premier amour[2]
- 2008 : Les Enfants de Timpelbach de Nicolas Bary : Marion
- 2009 : Victor de Thomas Gilou : Marguerite Saillard

### Télévision
- 2004 : Ma meilleure amie d'Elisabeth Rappeneau : Tessa
- 2005 : Vérité oblige (épisode 7 : Dénonciation calomnieuse) : Charlotte
- 2005 : Les Enfants, j'adore : Estelle à l'âge de 5 ans
- 2005 : Au secours les enfants reviennent ! : Laura
- 2011 : Victor Sauvage (épisode 2 : Poudre aux yeux et épisode 3 : La petite sœur des gorilles) : Zoé
- 2011 : Joséphine, ange gardien (saison 13, épisode 4 :  Une prof) : Pauline
- 2017 : La Vengeance aux yeux clairs (saison 2, épisodes 1 à 6) : Maureen Caradec
- 2019 : Tropiques criminels de Stéphane Kappes  (saison 1, épisode 2 : La Cherry) : Lea Denoyel
- 2021 : Camping Paradis (saison 16, épisode 1 : Un cirque au paradis) : Tania
- 2024 : Plus belle la vie, encore plus belle de Mariem Hamidat  (saison 1 : épisodes 11, 14, 16 à 35, 37, 38, 40, 48, 50, 52, 53, 55, 57, 58, 60, 63, 64 et 105) : Zoé Hersant (pupille de la nation : Zoé Chloé Romane)